# Cleomenes giganteus
Cleomenes giganteus là một loài bọ cánh cứng trong họ Cerambycidae.